# Gripe do tomate
A Gripe do tomate, também chamada de Febre do tomate, é uma doença autolimitada que afeta principalmente crianças de até 5 anos e que pode ser causado por uma variante do vírus Coxsackie. É frequentemente confundido com doença da mão-pé-boca e até mesmo com COVID-19. O primeiro caso da gripe do tomate foi em Querala na Índia em 6 de maio de 2022, estudos dizem que a doença não coloca a vida em risco.

## Origem do nome
A doença tem esse nome pois ela causa bolhas vermelhas em diferentes locais da pele, que se parecem com tomates.

## Sinais e sintomas
Os sintomas de gripe do tomate apresentados em crianças são similares aos da Chicungunha
- Febre
- Erupções cutâneas
- Dor articular intensa
- Fadiga
- Náusea
- Vômito
- Diarreia
- Dores no corpo
- Desidratação

## Tratamento
O tratamento para a gripe do tomate é também parecido com o da Chicungunha
- Isolamento social
- Repouso
- Abundância de líquidos

## Prevenção
A prevenção da gripe do tomate é parecido com o da COVID-19
- Higienização do corpo
- Higienização do ambiente
- Evitar compartilhar objetos
- Evitar ficar em locais fechados